# Marathon van Enschede 2007
De marathon van Enschede 2007 (ook wel ING Enschede Marathon) werd gelopen op zondag 22 april 2007 in Enschede. Het was de 39e editie van deze marathon.
De wedstrijd werd bij de mannen gewonnen door de Keniaan Thomson Cherogony in een tijd van 2:11.35 en bij de vrouwen door de Nederlandse Ingrid Prigge in een tijd van 2:42.31.
In totaal finishten er 613 marathonlopers.
Naast de hele marathon kende het evenement nog enkele andere lopen met als afstand halve marathon, 10 km, 5 km en 1 km.

## Uitslagen

### Marathon
Mannen
| rang   | naam                   | land | tijd    |
| ------ | ---------------------- | ---- | ------- |
| Goud   | Thomson Cherogony      | KEN  | 2:11.35 |
| Zilver | Jonathan Kipsaina      | KEN  | 2:13.55 |
| Brons  | Tekeste Nekatibebe     | ETH  | 2:14.17 |
| 4      | Tessema Abshiro        | ETH  | 2:15.58 |
| 5      | Raphael Njenga         | KEN  | 2:16.11 |
| 6      | Eric Kiptoon           | KEN  | 2:18.40 |
| 7      | Samuel Woldeamanuel    | ETH  | 2:19.00 |
| 8      | Mehir Abdelmajid       | MAR  | 2:20.16 |
| 9      | Dimitris Theodorakakos | GRE  | 2:26.56 |
| 10     | Rens Dekkers           | NED  | 2:27.16 |

Vrouwen
| rang   | naam              | land | tijd    |
| ------ | ----------------- | ---- | ------- |
| Goud   | Ingrid Prigge     | NED  | 2:42.31 |
| Zilver | Clara Davina      | NED  | 3:13.50 |
| Brons  | Monika Terbeck    | GER  | 3:15.05 |
| 4      | Gea Siekmans      | NED  | 3:25.58 |
| 5      | Brigitte Langkamp | GER  | 3:26.35 |

### Halve marathon
Mannen
| rang   | naam               | land | tijd    |
| ------ | ------------------ | ---- | ------- |
| Goud   | Christophe Clyncke | NED  | 1:09.23 |
| Zilver | Neals Strik        | NED  | 1:10.00 |
| Brons  | Remon van Lunzen   | NED  | 1:10.27 |
| 4      | Simon Vroemen      | NED  | 1:10.39 |
| 5      | Christoph Hakenes  | GER  | 1:11.16 |

Vrouwen
| rang   | naam                | land | tijd    |
| ------ | ------------------- | ---- | ------- |
| Goud   | Jacqueline Rustidge | NED  | 1:23.29 |
| Zilver | Bianca van Marle    | NED  | 1:23.49 |
| Brons  | Marjon Hesselink    | NED  | 1:32.18 |

1947 ·
1949 ·
1951 ·
1953 ·
1955 ·
1957 ·
1959 ·
1961 ·
1963 ·
1965 ·
1967 ·
1969 ·
1971 ·
1973 ·
1975 ·
1977 ·
1979 ·
1981 ·
1983 ·
1985 ·
1987 ·
1989 ·
1991 ·
1992 ·
1993 ·
1994 ·
1995 ·
1996 ·
1997 ·
1998 ·
1999 ·
2000 ·
2001 ·
2002 ·
2003 ·
2004 ·
2005 ·
2006 ·
2007 ·
2008 ·
2009 ·
2010 ·
2011 ·
2012 ·
2013 ·
2014 ·
2015 ·
2016 ·
2017 ·
2018 ·
2019 ·
2020 · 2021 ·
2022 ·
2023 ·
2024 ·
2025